# Вивла
Вивла (пол. Wywła) — село в Польщі, у гміні Слупія Єнджейовського повіту Свентокшиського воєводства.
Населення — 334 особи (2011).
У 1975-1998 роках село належало до Келецького воєводства.

## Демографія
Демографічна структура на день 31 березня 2011 року:
|          | Загалом | Допрацездатний вік | Працездатний вік | Постпрацездатний вік |
| -------- | ------- | ------------------ | ---------------- | -------------------- |
| Чоловіки | 165     | 32                 | 110              | 23                   |
| Жінки    | 169     | 25                 | 97               | 47                   |
| Разом    | 334     | 57                 | 207              | 70                   |